# 克瓦納過程

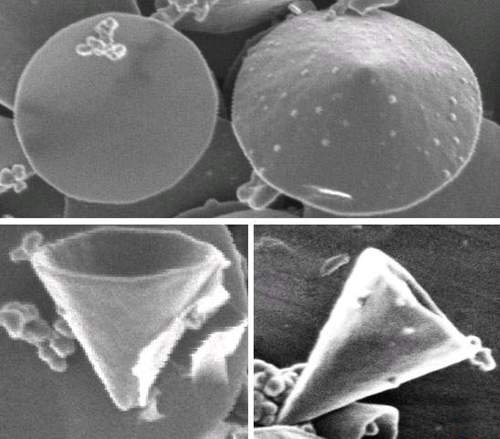
經由克瓦納過程進行原油熱解所產生的碳納米錐（最大粒徑1微米）SEM影像。

克瓦納過程（英語：Kværner process），或稱為克瓦納碳黑和氫氣過程（英語：Kværner carbon black and hydrogen process；簡稱CB&H），是一種從碳氫化合物（如甲烷、天然氣或生物燃氣等）生產碳黑和氫氣的過程，該過程無溫室氣體產生。該過程係由挪威工程公司克瓦納於1980年代研發，並於1999年首度進行商業化。經改進的克瓦納過程可在低成本下增加甲烷熱解處理量。
該過程在1600°C的電漿燃燒爐中經吸熱反應將碳氫化合物分解為碳和氫；碳粒和氫氣形成氣溶膠型態的混合物。
{\displaystyle {\ce {C_{\mathit {n}}H_{\mathit {m}}->{{\mathit {n}}C}+{\frac {\mathit {m}}{2}}H2}}}
相較於蒸汽重組和部分氧化等過程會產生副產物二氧化碳，克瓦納過程沒有副產物。天然氣被有效率且完全地轉化為純碳和氫，過程中不釋放二氧化碳至大氣中。分離混合物後，碳粒可用做活性碳、石墨、工業塵灰或特規碳材（如碳盤和碳錐）等。碳以黑色粉粒被收集，並可衍伸應用在橡膠填料、油墨和油漆的顏料塵灰、或用作電氣組件的原料。氫氣則可提供化工程序使用或者用於發電。過程輸入的能量有48%用於生產氫氣，40%用於生產活性碳，而10%用於產生過熱蒸汽。基於電漿氣化的衍伸製程於2009年被提出；甲烷和天然氣在電漿轉化反應器中被轉化為氫氣、熱和碳。